# 1660 en littérature
| Années de la littérature : 1657 - 1658 - 1659 - 1660 - 1661 - 1662 - 1663    |
| Décennies de la littérature : 1630 - 1640 - 1650 - 1660 - 1670 - 1680 - 1690 |

Cet article présente les faits marquants de l'année 1660 en littérature.

## Événements
- 11 janvier (1er janvier du calendrier julien) : Samuel Pepys commence la rédaction de son Journal (1660-1669)[1].
- 16 juin : la Chambre des communes lance un mandat d'arrêt contre les antimonarchistes John Milton et John Goodwin ; il prennent la fuite et leurs écrits sont brûlés par le bourreau de Londres le 27 août (Eikonoklastes et Pro Populo Anglicano Defensio de Milton). Arrêté en novembre, John Milton est emprisonné jusqu’au 15 décembre[2].
- 14 octobre : la version latine des Provinciales de Blaise Pascal est brulée de la main du bourreau de Paris en vertu d'un arrêt du Conseil du 23 septembre[3].
- Novembre : Blaise Pascal rédige les Trois discours sur la condition des grands[4].

## Parutions
- 12 avril : achevé d’imprimer de l’ouvrage d’Antoine Baudeau de Somaize, Le Grand Dictionnaire des Pretieuses : ou la Clef de la Langue des Ruelles, Paris, Jean Ribou, 1660 (présentation en ligne).
- 28 avril : achevé d'imprimer de l'ouvrage d'Antoine Arnauld et Claude Lancelot, Grammaire générale et raisonnée : dite Grammaire de Port-Royal, Paris, Pierre Le Petit, 1660 (présentation en ligne)
- 31 mai : achevé d'imprimer de l'ouvrage de Georges de Brébeuf, Entretiens solitaires : ou prières et méditations pieuses, Antoine de Sommaville, 1660 (présentation en ligne).
- 19 juin : Astraea Redux, poème de John Dryden qui célèbre le retour de la monarchie en Angleterre[5].

- 13 septembre : Jean Racine mentionne dans une lettre à l'abbé le Vasseur la publication prochaine de[6]La Nymphe de la Seine à la Reyne : ode, Paris, Augustin Courbé, 1660 (présentation en ligne).

- 30 novembre : achevé d'imprimer de la première partie du roman de Mademoiselle de Scudéry, Almahide ou l’esclave reine, Paris, Augustin Coubé, 1660 (présentation en ligne) (8 volumes de 1660 à 1663).

- Vers 1660 : Charles Cotin, La Ménagerie : à Son Altesse Royale Mademoiselle, imprimé par les Antiménagistes, sans date (présentation en ligne), satire contre Ménage .
- Première édition de De Martelaersspiegel (« Miroir des martyrs ») de Thieleman J. van Braght[7].

## Décès
- 6 octobre : Paul Scarron, écrivain français (né en 1610).